# Tiama

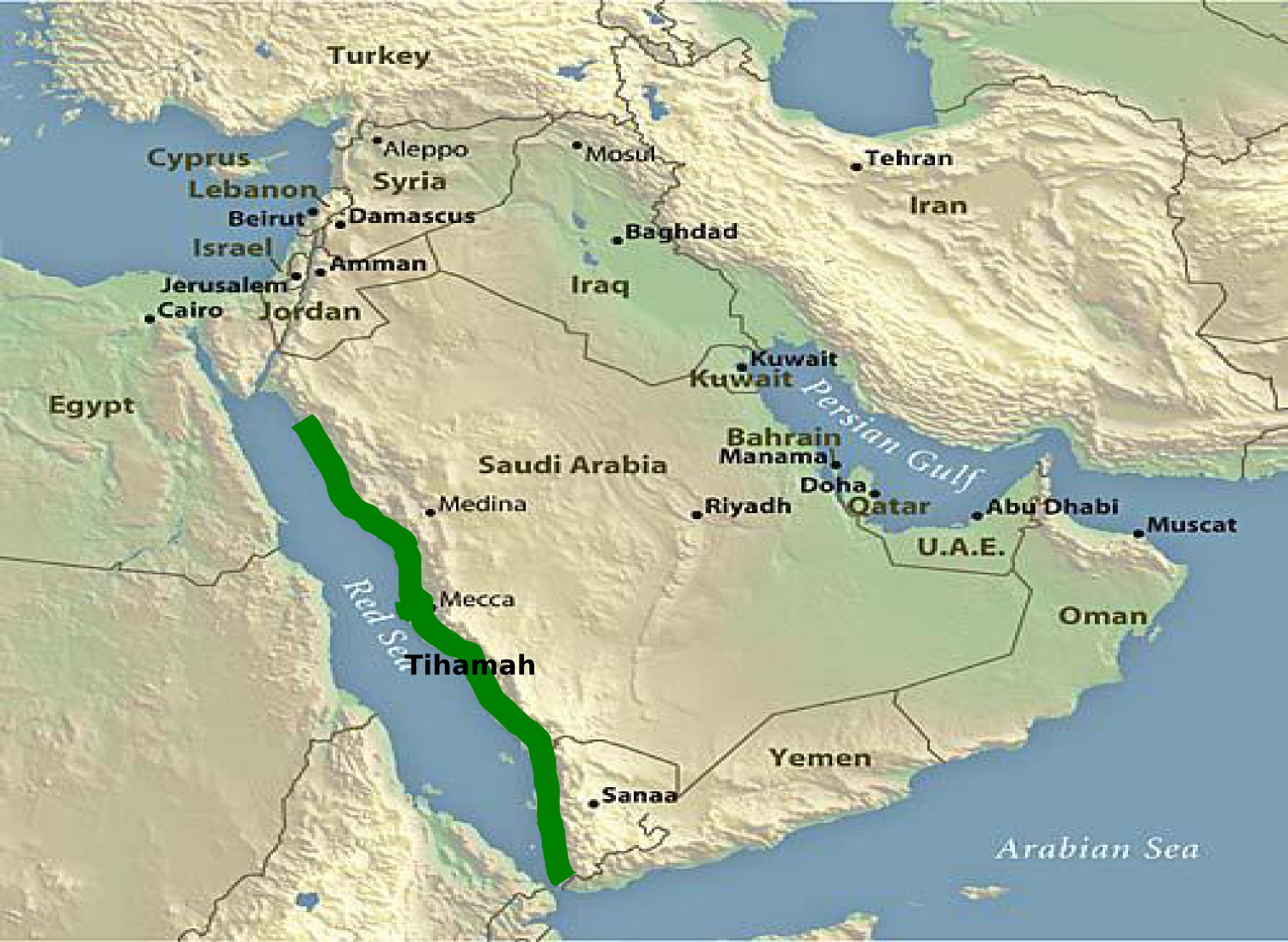
Costa de Tiama em verde na Arábia

Tiama (em árabe: تهامة‎‎; romaniz.: Tihāmah), também chamada Altaim (al-Taha'im) em fontes medievais, é a planície costeira do mar Vermelho que se estende do golfo de Ácaba ao norte ao estreito de Babelmândebe, ao sul da Arábia, ou mesmo parte da costa arábica sul banhada pelo oceano Índico, segundo a interpretação de alguns estudiosos. Atualmente, subdivide-se em três porções: Tiama do Hejaz (Tihamat al-Hidjaz), que se estende do norte até Alaite, mais ao sul; Tiama de Assir (Tihamat 'Asir), que se estende de Alaite até Jizã; e Tiama do Iêmem (Tihamat al-Yaman). Historicamente, as porções de Assir e Iêmem possuíram grande relevância.

## Etimologia
Seu nome é formado pela raiz t-h-m, muito comum nas línguas semíticas, que parece remeter à profundidade do mar, sobretudo o mar Vermelho. No árabe, a raiz pode significar "mau odor", "fedor", "calor intenso" e "desconfiança"; as palavras taham e tihdma possuem o significado de "terra que desce ao mar". O termo aparece no língua sabeísta pré-islâmica como nome próprio (THMT) e como antítese de twd ("montanha"), ou seja, "planície".

## História
Historicamente, a segunda e terceira zonas do Tiama (as que atualmente compreende parte do território de Assir e Iêmem), tiveram grande relevância à Arábia. Nada se sabe sobre a história pré-islâmica da planície. Durante o reinado do califa Almamune (r. 813–833), eclodiu uma rebelião em Tiama liderada por duas tribos árabes, os Alaxair (al-Axa'ir) e Aque (Akk). Ciente da situação, e almejando proteger o Iêmem, o governante enviou um protegido de seu vizir Alfadle ibne Sal, chamado Maomé ibne Ziade, para apaziguar o país. Ziade chegou em 819, controlou os amotinados e construiu uma capital, Zabide, sob instruções do califa. Ziade fundou a dinastia ziádita que controlou Tiama e territórios além até 1018. Entre 1021, Tiama passou ao controle dos najaídas, que eram escravos negros da Abissínia. Seu poder finda na região em 1156, quando o último governante najaída é morto pelos mádidas.
Paralelo aos najaídas, os xarifes suleimânidas governaram ao norte de Tiama entre 1169 e 1173 de sua capital em Harade. Tiveram atritos incessantes com os najaídas ao sul, mas não se sabe muito além disso. Em 1164, após derrotar os najaídas, Aldal Nabi ibne Mádi marchou ao norte e derrotou decisivamente o exército sulaimânida sob Uas ibne Ganim. Uas foi morto por seu irmão Cacim, que apelou por ajuda dos aiúbidas do Egito e Síria. Os aiúbidas chegaram em Tiama em 1173 sob Turã Xá e uma aliança foi firmada entre eles e os suleimânidas contra os mádidas. Eles continuaram em Tiama, mas após a unificação do Iêmem sob os aiúbidas em 1174, perderam sua participação ativa nos assuntos do país.
Em 57 anos, os aiúbidas trouxeram paz e estabilidade pela força às terras altas ao sul e em Tiama. Os raçúlidas (r. 1230–1441), seus sucessores, sobressaíram aos aiúbidas e conseguiram criar um período de estabilidade política e desenvolvimento administrativo e intelectual no sul do Iêmem e Tiama. Em seu ápice, os raçúlidas expandiram o Tiama ao norte, incluindo todo o território de Assir. Zabide tornou-se um centro educacional e religioso de muita importância no Iêmem e sua fama se espalhou pelo mundo islâmico. Sob os taíridas (r. 1454–1517), a cidade assumiu relevância política ao tornar-se capital de inverno dos emires. Tiama é pouco citada nos dois séculos seguintes. Ela é descrita no relato Viagem à Arábia de Carsten Niebuhr de 1776 no qual nota-se que a região já não mais tinha o prestígio de outrora. Depois disso, Tiama tornou-se apenas um apêndice dos imames zaiditas centrados nas terras altas ao norte do Iêmem.

## Geografia
Tiama possui uma área em torno de 30-60 quilômetros de largura. De clima árido severo, atingi no verão temperaturas superiores a 45 °C; nessa época a umidade relativa do ar atinge 70-90%. Vários uádis são formados com a água doce originária das montanhas a oeste e essas são as principais zonas agriculturáveis da região; os uádis mais importantes, de norte a sul, são Harade, Maur, Surdude, Saã e Rima. Os principais produtos vegetais são algodão, sorgo, milhete, gergelim, melancia, manga, banana, quiabo e tomate.